# Полтавський окружний адміністративний суд

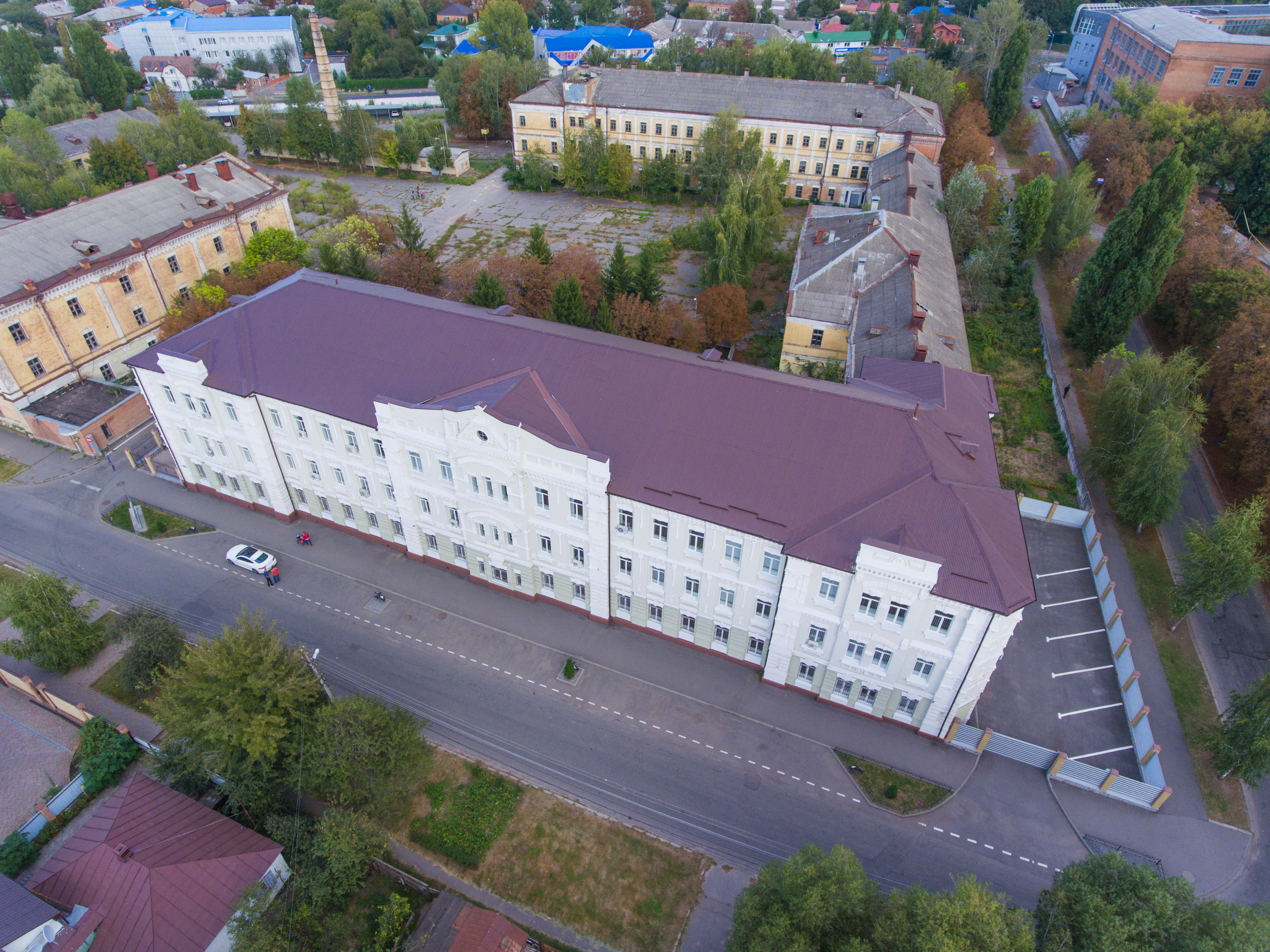
Т. зв. «Червоні Казарми», раніше тут знаходився штаб в/ч А3990, А0632. Пам'ятка місцевого значення

Полтавський окружний адміністративний суд — місцевий спеціалізований адміністративний суд першої інстанції, розташований у місті Полтаві, юрисдикція якого поширюється на Полтавську область.

## Компетенція
Місцевий адміністративний суд при здійсненні судочинства керується Кодексом адміністративного судочинства України. Він розглядає адміністративні справи, тобто публічно-правові спори, у яких хоча б однією зі сторін є орган виконавчої влади, орган місцевого самоврядування, їхня посадова чи службова особа або інший суб'єкт, який здійснює владні управлінські функції. Іншою стороною є приватний елемент (громадянин, юридична особа приватного права тощо).
До числа адміністративних справ належать, зокрема, спори фізичних чи юридичних осіб із суб'єктом владних повноважень щодо оскарження його рішень (нормативно-правових актів чи правових актів індивідуальної дії), дій чи бездіяльності; з приводу прийняття громадян на публічну службу, її проходження, звільнення з публічної служби; щодо виборчого процесу тощо. В окремих випадках адміністративний суд розглядає справи за зверненням суб'єкта владних повноважень.
Адміністративний суд розглядає справу, як правило, за місцезнаходженням відповідача, тобто якщо офіційна адреса відповідача зареєстрована на території юрисдикції цього суду.

## Структура
Суд очолює його голова, який має заступника. У штаті 21 посада судді, спеціалізації між ними наразі не запроваджено.
Організаційне забезпечення діяльності суду здійснює апарат, очолюваний керівником апарату, який має заступника.
До патронатної служби входять помічники суддів. Секретарі судового засідання безпосередньо підпорядковані керівнику апарату та судді, з яким працюють відповідно до внутрішнього розподілу обов'язків.
Структурні підрозділи апарату:
- Відділ документообігу та організаційного забезпечення (канцелярія суду)
- Відділ управління персоналом
- Відділ планово-фінансової діяльності, бухгалтерського обліку та звітності
- Відділ управління майном
- Відділ забезпечення судового процесу, судової статистики та аналітичної роботи
- Сектор служби судових розпорядників
- бібліотека[1].

## Керівництво

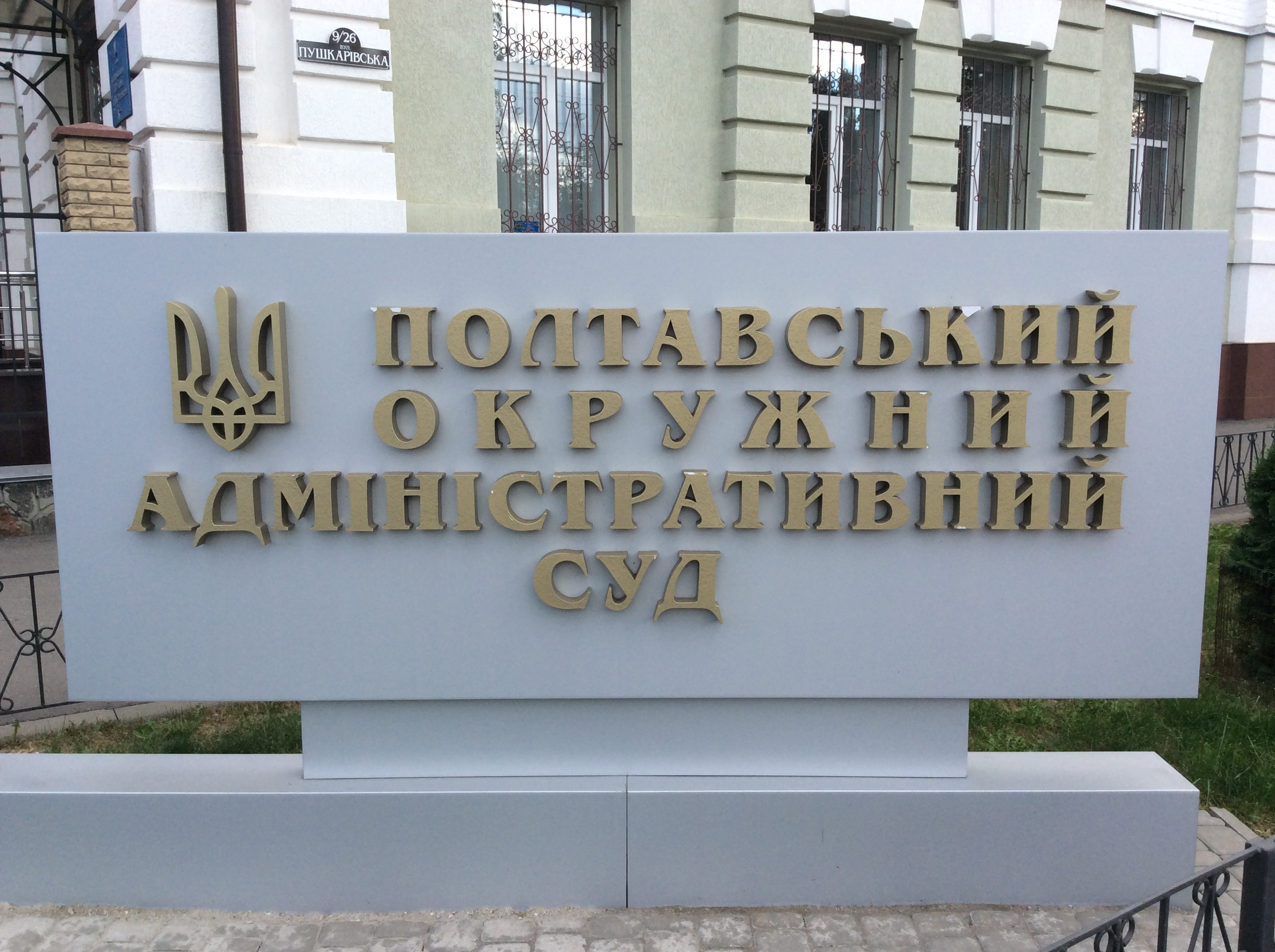

Голова суду — Ясиновський Іван Григорович
 Заступник голови суду — Шевяков Ігор Сергійович
 Керівник апарату — Зіненко Євгеній Васильович.